# Distretto di Kırklareli
Il distretto di Kırklareli è uno dei distretti della provincia di Kırklareli, in Turchia.